# Gwiazdosz bury

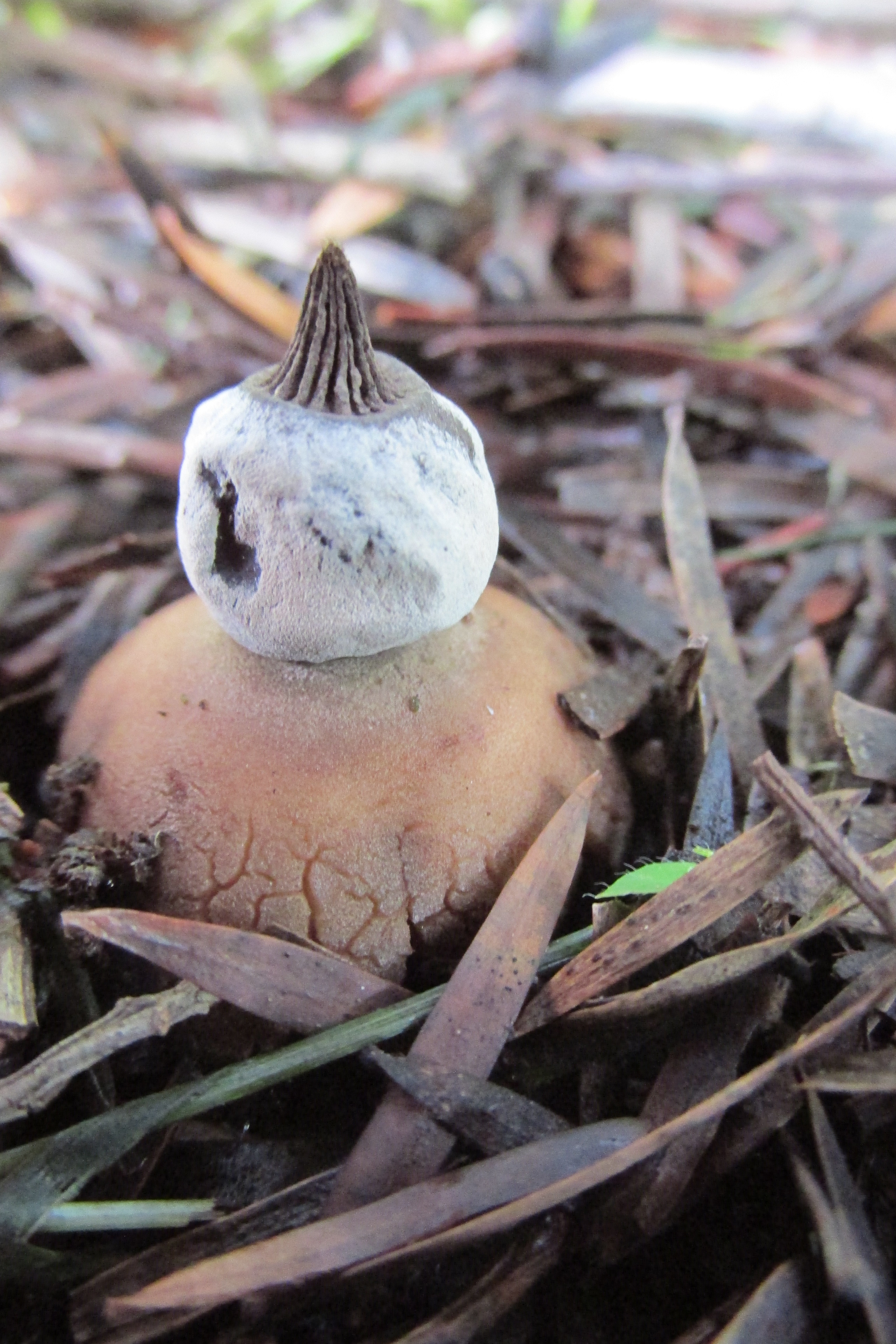

Gwiazdosz bury (Geastrum elegans Vittad.) – gatunek grzybów z rodziny gwiazdoszowatych.

## Systematyka i nazewnictwo
Pozycja w klasyfikacji według Index Fungorum: Geastrum, Geastraceae, Geastrales, Phallomycetidae, Agaricomycetes, Agaricomycotina, Basidiomycota, Fungi.
Takson ten zdiagnozował w 1842 r. Carlo Vittadini. Synonim: Geastrum badium Pers. 1809. Nazwę polską nadała Wanda Rudnicka-Jezierska w 1991 r.

## Morfologia
Owocniki
Młody osobnik kulisty lub gruszkowaty o średnicy do 1,5 cm. Jego powierzchnię pokrywa cienka, biała lub różowa grzybnia, która odpada kawałkami odsłaniając włókniste egzoperydium o barwie brązoworóżowawej. Po osiągnięciu dojrzałości egzoperydium pęka 4–8 płatami prawie do połowy owocnika. Płaty te stopniowo odchylają się na zewnątrz, w końcowej fazie podwijając się pod spód owocnika. W tym stanie owocnik osiąga średnicę do 4 cm. Kulista lub wydłużona główka endoperydium ma średnicę 0,4–1,2 cm. Jest gładka, jasnoorzechowa i siedzi w miseczce. Na jej szczycie powstaje stożkowaty lub tępo zakończony, zwykle ciemniejszy od reszty osłony perystom z 8-18 karbami, czasem także z wałeczkiem.
Cechy mikroskopowe
Zarodnik kuliste, drobno brodawkowane, o średnicy 4,8 – 5,7 µm (z wyjątkiem brodawek tępych, które mają wysokość 0,4 – 0,6 µm). Strzępki włośni gładkie, grubościenne, o średnicy 3-7 µm o końcach zwężających się i zaokrąglonych.

## Występowanie i siedlisko
Podano występowanie gwiazdosza burego na licznych stanowiskach w Europie. Poza tym znany jest także w Ameryce Północnej, Środkowej, Południowej i w Japonii. W Europie wszędzie jest rzadki. W piśmiennictwie naukowym na terenie Polski do 2020 r. podano tylko dwa stanowiska: w Roztoczańskim Parku Narodowym (Stanisław Domański,1997) i Kielcach (2008, 2009). W pracy Czerwona lista roślin i grzybów Polski jest zaliczony do kategorii gatunków wymierających (E). Jego przetrwanie jest mało prawdopodobne, jeśli nadal będą istnieć czynniki zagrażające. W latach 1995–2004 objęty był ochroną częściową, a od roku 2004 – ochroną ścisłą; bez możliwości zastosowania wyłączeń spod ochrony uzasadnionych względami gospodarki rolnej, leśnej lub rybackiej.
Grzyb mykoryzowy naziemny. Występuje w sosnowych lasach, zwłaszcza w nasadzonych młodnikach. Preferuje piaszczyste i suche gleby na podłożu wapiennym. Owocniki tworzy głównie od maja do sierpnia.